# Тобольск в культуре и искусстве
Тобольск представлен в значительном количестве произведений классического и современного искусства.

## Кинематограф
- Один из эпизодов знаменитого американского фильма «Большие гонки» посвящён посещению путешественниками «дикого» в представлении американцев Тобольска во время полярной ночи (хотя Тобольск не за Полярным кругом). Однако в советском прокате эта сцена по цензурным соображениям была вырезана.
- В Тобольске происходит действие фильма «Мраморный дом» режиссёра Бориса Григорьева.
- В Тобольске снимался фильм «Золотая баба».
- В Тобольске снимался фильм Алексея Балабанова «Война», где состоялся дебют в кино Алексея Чадова и сыграл одну из своих последних ролей Сергей Бодров-мл.
- В Тобольске снимался фильм «Я обещала, я уйду…» (режиссёр Валерий Ахадов), где в главной роли снялась Елена Корикова.
- По одноименному роману Алексея Иванова в 2019 году был снят фильм "Тобол", действие которого разворачивается в том числе в Тобольске.

## Изобразительное искусство и фотография
- Фотография Тобольского Кремля, выполненная президентом РФ Дмитрием Медведевым во время посещения Тобольска, продана на благотворительном аукционе в Санкт-Петербурге за 51 млн рублей[1].

## Музыка
- Городу и походу 2-й Тихоокеанской эскадры во время войны с Японией в 1904 году посвящена песня Олега Митяева «Чужая война».
- Тобольск, как место ссылки семьи Николая Второго, упоминается в песне Максима Трошина «Всё теперь против нас».
- Городу посвящена «Тобольская симфония» (1971) новосибирского композитора А. Ф. Мурова.